# 373 a.C.
Il 373 a.C. (CCCLXXIII a.C. in numeri romani) è un anno  del IV secolo a.C.

## Eventi
- L'armata persiana al comando del generale Farnabaze cerca di riconquistare l'Egitto, ma il re Nectanebo I sfruttando il disaccordo dei due generali riesce a respingere l'invasione.
- L'antica città greca di Elice viene distrutta da un massiccio terremoto e da un  conseguente tsunami.[1]

## Nati
- Aribba, re († 319 a.C.)
- Ipparino Areteo, siceliota († 354 a.C.)